# (11322) Aquamarine
(11322) Aquamarine (1995 QT) – planetoida z pasa głównego asteroid okrążająca Słońce w ciągu 4,49 lat w średniej odległości 2,72 j.a. Odkryta 23 sierpnia 1995 roku.